# 张培豫
张培豫（1959年11月26日—），女，祖籍河南孟州，生于台湾彰化县，奥地利籍华人交响乐指挥家。2005年，她带领西安音乐学院东方民族交响乐团登上了维也纳金色大厅指挥台，是世界第一位在金色大厅登场的女指挥家。她两次获得美国探格乌音乐节指挥奖。

## 简历
1985年考入维也纳音乐与表演艺术大学指挥系，师从卡尔教授学习。1990年获得奥地利国家指挥家及合唱指挥家双硕士学位。
1995-1996年，任中国广播交响乐团艺术指导；1996-1997年，任上海广播交响乐团艺术指导；
1997年获巴黎市长颁赠的“红宝石勋章”，成为第一位获此殊荣的中国人。
2000年获聘瑞士卢塞恩歌剧院首席指挥。
2005年担任西安音乐学院教授、硕士生导师、艺术总监。
2016年11月获北京大学哲学博士学位，研究老庄文化。

## 头衔
- 东北大学艺术学院业任教授、艺术总监、指挥、研究生导师
- 中央音乐学院、天津大学、武汉音乐学院客座教授